# Heinrich Sundermann
Heinrich Sundermann (* 29. Oktober 1849 in Ladbergen; † April 1919 in Göttingen) war ein evangelischer Missionar und Ehrendoktor der Universität Halle.

## Leben
Geboren wurde Heinrich Sundermann in Ladbergen-Overbeck. Er war als Missionar der Rheinischen Missionsgesellschaft von 1875 bis 1910 auf der Insel Nias im damaligen Niederländisch-Indien tätig. Neben der Verkündung des Evangeliums widmete er sich der Übersetzung und Erforschung der Niassischen Sprache. Zu seinen Arbeiten zählen Wörterbücher und eine Grammatik. Sein größtes Werk aber war die Übersetzung des Neuen Testaments in die Niassische Sprache, die als Buch 1892 in Amsterdam veröffentlicht wurde. Im Auftrag der Niederländischen Bibelgesellschaft übersetzte er von 1904 bis 1915 die komplette Bibel ins Niassische. Am 28. August 1911 wurde ihm von der Niederländischen Königin Wilhelmina der Ritterorden von Oranien-Nassau verliehen. Im April 1919 starb Heinrich Sundermann in Göttingen.
In Ladbergen erinnert heute noch das Taufbecken  der evangelischen Kirche an Heinrich Sundermann. Es ist eine von seinem ersten auf Nias getauften Christen gefundene Muschel, die zu einem besonderen Taufbecken umgearbeitet wurde.